# La bella y los perros
Aala Kaf Ifrit, conocida como La bella y los perros (en francés: La belle et la meute) es el nombre de una película franco-tunecina de género thriller dirigida por Kaouther Ben Hania y estrenada en 2017. La película relata un caso real de una joven violada por varios policías y su lucha por obtener justicia. La película fue proyectada en el Festival de Cannes y compitió por Un Certain Regard en la selección oficial. También fue preseleccionada en 2019 para los premios Óscar.

## Sinopsis
Mariam solo quería disfrutar de la noche hasta que se vio envuelta en un suceso trágico. A pesar del trauma, esta estudiante tunecina decide ir a la policía  donde se enfrenta al chantaje a la hora de denunciar y al cuestionamiento social.

## Reparto
- Mariam Al Ferjani: Mariam
- Ghanem Zrelli: Youssef

## Reconocimientos
- Festival de Cannes: Un Certain Regard (Sección oficial)
- Preseleccionada en 2019 para los premios Óscar.